# Parigi-Camembert 1961
La Parigi-Camembert 1961, ventiduesima edizione della corsa e valida come evento del circuito UCI categoria CB1.1, si svolse il 4 aprile 1961. Fu vinta dal francese Jean-Claude Annaert.

## Ordine d'arrivo (Top 10)
| Pos. | Corridore           | Squadra                  | Tempo |
| ---- | ------------------- | ------------------------ | ----- |
| 1    | Jean-Claude Annaert | St.Raphaël-Geminiani     |       |
| 2    | François Mahé       | Alcyon-Leroux            |       |
| 3    | Fernand Delort      | Rapha-Gitane-Dunlop      |       |
| 4    | Francis Anastasi    | Margnat-Rochet-Dunlop    |       |
| 5    | René Pavard         | Helyett-Fynsec           |       |
| 6    | Jo de Roo           | Helyett-Fynsec           |       |
| 7    | Marcel Rohrbach     | Peugeot                  |       |
| 8    | Michel Stolker      | Radium                   |       |
| 9    | Georges Groussard   | Alcyon-Leroux            |       |
| 10   | Francesco Miele     | Pelforth-Sauvage-Lejeune |       |